# Эйр (богиня)
Эйр (древнесканд. Eir) — в скандинавской мифологии богиня-асинья, целительница, одна из служанок Фригг, покровительствующая врачеванию. 
Третья - Эйр, никто лучше неё не врачует,— Снорри Стурлусон в «Младшей Эдде»
В приложении к «Младшей Эдде» — «Списки имён» — Эйр также указана как одна из валькирий.